# Каленборн (Арвайлер)
Каленборн (нім. Kalenborn) — громада в Німеччині, розташована в землі Рейнланд-Пфальц. Входить до складу району Арвайлер. Складова частина об'єднання громад Альтенар.
Площа — 4,33 км2. Населення становить 666 ос. (станом на 31 грудня 2020).